# Nagnatae
Els nagnatae o magnatae (grec Ναγναται o Μαγναται) eren un poble cèltic que vivia a l'illa d'Irlanda (Ierne o Hibèrnia). Són esmentats en la Geographia de Claudi Ptolemeu que els situa a la regió de Connacht. Ptolemeu també regista una ciutat, Nagnata (Ναγνατα) o Magnata (Μαγνατα) a llur territori, entre les desembocadures dels rius Ravius (Ῥαουιος), actualment riu Roe, i Libnius (Λιβνιος), soposadaament riu Erne.
L'historiador Theodore Moody soggereix una connexió entre Nagnatae i Fir Ól nÉcmacht, un grup als inicis de Connacht, assumint una degradació en la transmissió històrica d'ambdós noms.